# Nikki Sudden
 (février 2018).
Si vous disposez d'ouvrages ou d'articles de référence ou si vous connaissez des sites web de qualité traitant du thème abordé ici, merci de compléter l'article en donnant les références utiles à sa vérifiabilité et en les liant à la section « Notes et références ».
Nikki Sudden est le  nom de scène d'Adrian Nicholas Godfrey (Londres, 19 juillet 1956 – New York, 26 mars 2006),  musicien anglais, chanteur, guitariste, producteur et compositeur de rock.

## Biographie
Il a grandi à Solihull (dans les Midlands anglais) où, dès 1972, il monte, avec son frère un groupe qui deviendra une figure du post-punk et du rock DIY après 1977.
Il a ensuite suivi une deuxième carrière plus classique de songwriter rock, avec de nombreuses collaborations, qui lui a valu une base peu nombreuse mais fidèle d'auditeurs fervents.
Sudden a aussi écrit pour de multiples magazines, comme Spec, Intro, Mojo.
Il est mort d'une crise cardiaque dans son sommeil après un concert au club new-yorkais The Knitting Factory.

## Carrière

### LesSwell Maps
En 1972, il a cofondé le groupe post-punk des Swell Maps avec son frère Epic Soundtracks (pseudonyme de Kevin Paul Godfrey) alors qu'il était à l'école. 
Le premier 45 tours, Read About Seymour, sort en 1977, sous leur propre label Rather Records. Ils sortiront 4 simples et deux albums.

### LesJacobites
En 1983, avec Dave Kusworth (membre des Dogs D'Amour, de TV-Eye et des The Bounty Hunters), il fonde The Jacobites (band) (en) qui publieront l'album Jacobites en 1984, un maxi Shame For The Angels (1984) et le disque Robespierre’s Velvet Basement en 1985. Ce dernier disque est numéro 1 au hit-parade indépendant allemand et Nikki Sudden s'installe en Allemagne. Le groupe se sépare une première fois en 1986. Il se reforme en 1993 après la réédition de leurs deux premiers albums et enregistre trois nouveaux albums : Howling Good Times (1994), Old Scarlett (1995) et God Save Us Poor Sinners (1998) et un disque en public à Hanovre, Kiss Of Life (1996).

### Carrière solo
Après la séparation du groupe en 1980, il a commencé une carrière solo, influencé par T. Rex, Johnny Thunders, Bob Dylan, Neil Young entre autres. Il sort deux disques : Waiting On Egypt en 1982 et The Bible Belt en 1983. Après un premier intermède avec The Jacobites (1983-1983), cinq albums solo en cinq ans seront publiés par Creation Records : Texas en 1986, Dead Men Tell No Tales en 1987, Kiss You Kidnapped Charabanc avec Rowland S. Howard, ancien de The Birthday Party en 1987, le double-33tours Groove en 1989 et une compilation, Back To The Coast, en 1990. En 1991 sort The Jewel Thief (réédité sous le titre de Liquor, Guns & Ammo), issu de sessions de 1990 à Athens (dans l'État américain de Géorgie) en compagnie des membres de R.E.M.. En 1995 paraît Seven Lives Later un album avec de multiples invités (des membres de The Jet Boys, The True Spirit, The Fatal Shore, Band Of Outsiders, Once Upon A Time, Vermooste Vløten, The Flaming Stars, Sonic Youth, Voodoo Witch, et The Jacobites). Treasure Island de Nikki Sudden et les Last Bandits sort en 2002 avec, là encore, des invités (Ian McLagan de The Faces et de The Small Faces, Mick Taylor de The Rolling Stones, Anthony Thistlethwaite de The Waterboys, Dave Kusworth des Jacobites et Darrell Bath des Dogs D’Amour et des Crybabys).
Une heure juste avant sa mort, il achevait de donner un superbe concert à New-York, où il fut éblouissant de vie, de joie, et d'esprit rock'n'roll.
L'auteur des Rêveries du toxicomane solitaire (Éd. Allia - 1997-2007) utilisa en épigraphe d'ouverture, une phrase de lui de leur correspondance écrite : Like the succulence of pure opium itself. En outre, Nikki composa deux titres sur des textes du même Bertrand Delcour : The End of Autumn.

## Discographie

### Swell Maps

#### Albums
- A Trip to Marineville (1979)
- Jane From Occupied Europe (1980)

#### Compilations
- Whatever Happens Next... (1981)
- Collision Time (1981)
- Train Out of It (1986)
- Collision Time Revisited (1989)
- International Rescue (1999)
- Sweep The Desert (2000)
- Wastrels and Whippersnappers (2006)

#### Singles
- "Read About Seymour (1977)
- Dresden Style (1978)
- Real Shocks (1979)
- Let's Build a Car (1979)

### The Jacobites

#### Jacobites
- Jacobites (1984, Glass Records)
- Robespierre's Velvet Basement (1985, Glass Records)
- Lost In A Sea Of Scarves (1985, What´s So Funny About)
- Texas (1986)
- Dead Men Tell No Tales (1988)
- Howling Good Times (1993, Regency Sound)
- Old Scarlett (1995, Glitterhouse/EfA)
- God Save Us Poor Sinners (1998, Glitterhouse/EfA/Bomp! Records) (2 éditions avec liste de titres différents)

#### Compilations et live
- The Ragged School (1985, US – Vinyl-Sampler pour l'Amérique du Nord, Twintone)
- Fortune Of Fame (1988, Glass Records, Sampler)
- Heart Of Hearts (1995, Por Caridad Producciones, Sampler)
- Kiss Of Life (1996, n.UR-Kult Releases, Swamp Room Records - Live LP)
- Hawks Get Religion (1996, Regency Sound, Sampler)

#### Singles
- Shame For The Angels E.P. (1984, Glass Records)
- Pin Your Heart To Me (1985, Glass Records)
- When The Rain Comes (1986, Glass Records) tiré de "Robespierre´s Velvet Basement"
- Jangle Town (1987) tiré de Texas
- Margaritta (1993, Regency Sound) publié avec "Howling Good Times" LP
- Don´t You Ever Leave Me (1993, Regency Sound) tiré de "Howling Good Times"
- Over And Over (1997, Ultra Under Records)
- Teenage Christmas (1998, Chatterbox Records) publié avec "God Save Us Poor Sinners" LP
- The Otter Song (2011, Sunthunder Records)

### Solo

#### Albums
- Waiting on Egypt (1982)
- The Bible Belt (1983)
- Kiss You Kidnapped Charabanc [avec Rowland S. Howard] (1987)
- Crown of Thorns (1988)
- Groove (1989)
- The Jewel Thief [avec R.E.M.] (1991)
- Seven Lives Later (1996)
- From the Warwick Road to the Banks of the Nile (1997)
- Egyptian Roads (1997)
- Red Brocade [avec The Chamberstrings] (1999)
- Treasure Island (2004)
- The Truth Doesn't Matter (2006 album)
- Golden Vanity (2009) [sortie posthume avec Phil Shoenfelt, enregistrement de 1998]

#### Compilations, live, rééditions
- Back to the Coast (1990)
- Liquor, Guns and Ammo (avec R.E.M.) (2000) (re)sortie de The Jewel Thief
- The Last Bandit (2000)[1]
- The Nikki Sudden Compendium (2001)
- Tel Aviv Blues (2011, CD, enregistrement acoustique de 2002)
- Playing With Fire (2011, CD, Chute de "Treasure Island" & "The Truth Doesn't Matter")
- The Boy From Nowhere Who Fell Out Of The Sky (2013, 6xCD Box Set)
- Still Full Of Shocks (2013, CD, Edition Limitée, Session Acoustique Live)
- Fred Beethoven (2014, CD et Edition Limitée en Vinyle Bleu LP, enregistrements originaux de 1997-1999)
- The Copenhagen Affair (2014, CD, Edition Limitée, Enregistrement Live à Barbue, Copenhague, 27.11.1991)
- Christmas Day Blues (2014, CD, Edition Limitée, Enregistrement Live à Hambourg, 25.12.1985)
- Quasimodo (2016, CD, Enregistrement Live au Quasimodo Club, Berlin, 05.03.2003)

#### Singles
- "Back To The Start" (1981)
- "Channel Steamer" (1982) tiré de Waiting On Egypt
- "Wedding Hotel" (1987) tiré de Kiss You Kidnapped Charabanc
- "Lunacy Is Legend EP" (1987)
- "The Angels Are Calling" (1989)
- "The Sun Is Shining" (1990) tiré de The Jewel Thief
- "I Belong to You" (1991) tiré de The Jewel Thief
- "Buick MacKane" (1991)
- "Whiskey Priest" (1992) tiré de Seven Lives Later
- "Bourgeois Blues" (1992)
- "So Many Girls" (1999) tiré de Red Brocade
- "Hanoi Jane" (2005) tiré de Golden Vanity
- "Barroom Blues" (2006)

### Nikki Sudden & Freddy Lynxx
- By The Lights Of The Burning Citroen (1997, Sucksex, sortie Cassette uniquement)

### avec Freddy Lynxx
- No Pleasure Thrills (1996, Sucksex, LP)
- "No Pleasure Thrills / Open Up & Bleed“ (1996, Sucksex, 7")
- "Soul Power / Opium-Den“ (1999, Sucksex, 7")
- "Have Faith“ (1999, Vicious Kitten, EP)
- Full Cover (2004, Sucksex, CD)

### avec Ghost Train
- All My Sunken Ships / You Knocked Me Out Cold (In The Big Hotel) (1996, Sucksex, 7")